# Pierścień Witta
Niektóre z zamieszczonych tu informacji wymagają weryfikacji.
Dokładniejsze informacje o tym, co należy poprawić, być może znajdują się w dyskusji tego artykułu.
 Po wyeliminowaniu niedoskonałości należy usunąć szablon [[Szablon:Dopracować|]] z tego artykułu.
Pierścień Witta – pierścień o strukturze przekształconej w zbiór wektorów w taki sposób, że pierścień wektorów nad skończonym ciałem o charakterystyce {\displaystyle p} jest pierścieniem liczb p-adycznych. Nazwa pochodzi od Ernsta Witta, który jako pierwszy dokonał takiego przekształcenia.

## Konstrukcja
Weźmy liczbę pierwszą {\displaystyle p.} Wektor Witta nad pierścieniem przemiennym {\displaystyle R} jest ciągiem {\displaystyle (X_{0},X_{1},X_{2},\dots )} elementów {\displaystyle R.}
Zdefiniujmy wielomiany Witta {\displaystyle W_{i}} w następujący sposób:
{\displaystyle W_{0}=X_{0}}
{\displaystyle W_{1}=X_{0}^{p}+pX_{1}}
{\displaystyle W_{2}=X_{0}^{p^{2}}+pX_{1}^{p}+p^{2}X_{2}}
i ogólnie
{\displaystyle W_{n}=\sum _{i}p^{i}X_{i}^{p^{n-i}}.}
Następnie Witt pokazał, że istnieje metoda przekształcenia dowolnego przemiennego pierścienia R w tzw. pierścień wektorów Witta, taki że:
- suma i iloczyn są dane przez wielomiany ze współczynnikami, które nie zależą od {\displaystyle R,}
- każdy wielomian Witta jest homomorfizmem z pierścienia wektorów Witta nad {\displaystyle R} w {\displaystyle R.}

Pierwsze kilka wielomianów określających sumę i iloczyn wektorów Witta zostało podane poniżej:
{\displaystyle (X_{0},X_{1},\dots )+(Y_{0},Y_{1},\dots )=(X_{0}+Y_{0},X_{1}+Y_{1}+(X_{0}^{p}+Y_{0}^{p}-(X_{0}+Y_{0})^{p})/p,\dots ),}
{\displaystyle (X_{0},X_{1},\dots )\times (Y_{0},Y_{1},\dots )=(X_{0}Y_{0},X_{0}^{p}Y_{1}+Y_{0}^{p}X_{1}+pX_{1}Y_{1},\dots ).}